# Firminy
Firminy – miejscowość i gmina we Francji, w regionie Owernia-Rodan-Alpy, w departamencie Loara.
Według danych na rok 1990 gminę zamieszkiwały 23 123 osoby, a gęstość zaludnienia wynosiła 2213 osób/km² (wśród 2880 gmin regionu Rodan-Alpy Firminy plasuje się na 30. miejscu pod względem liczby ludności, natomiast pod względem powierzchni na miejscu 1087.).

## Galeria

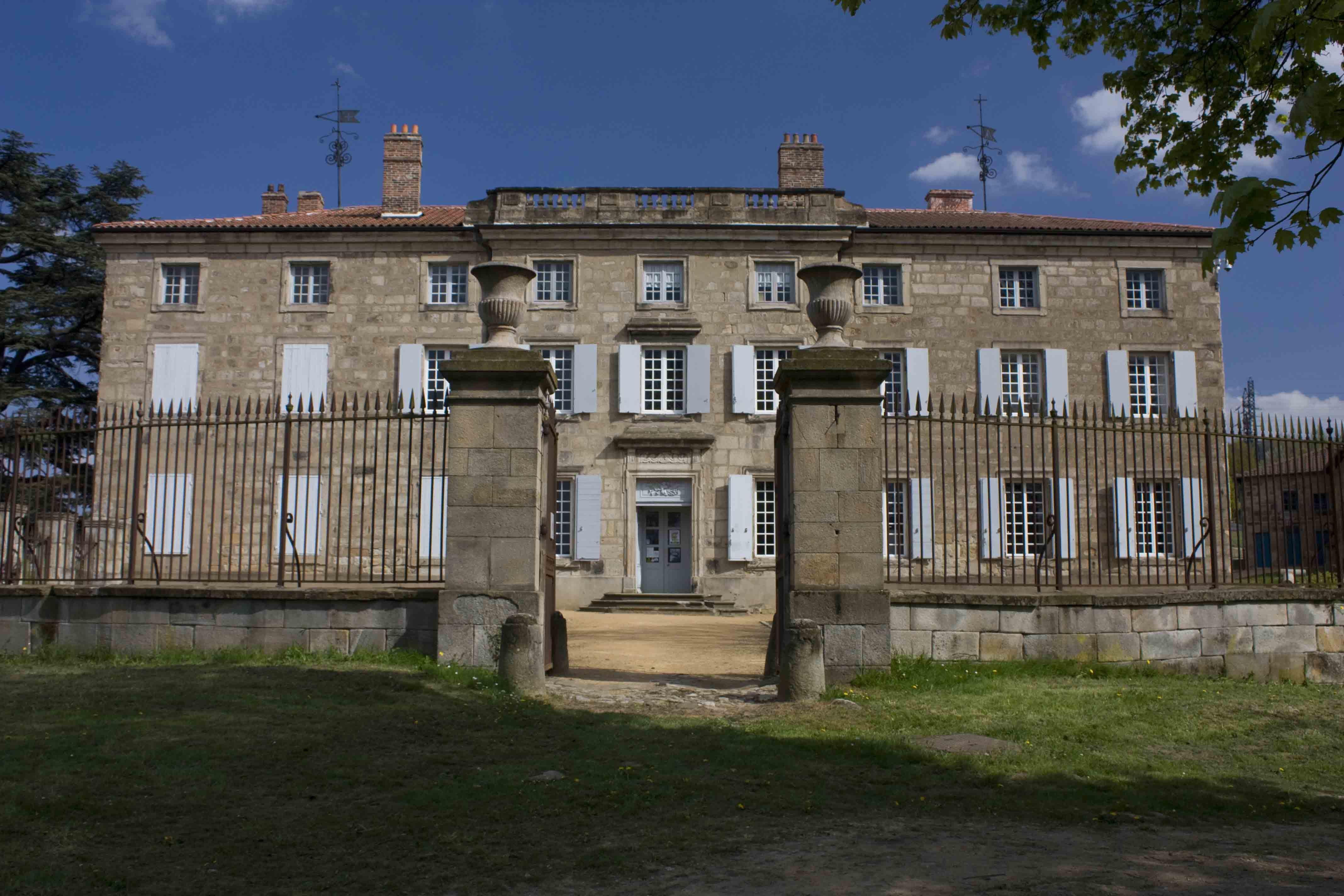
Zamek w Firminy
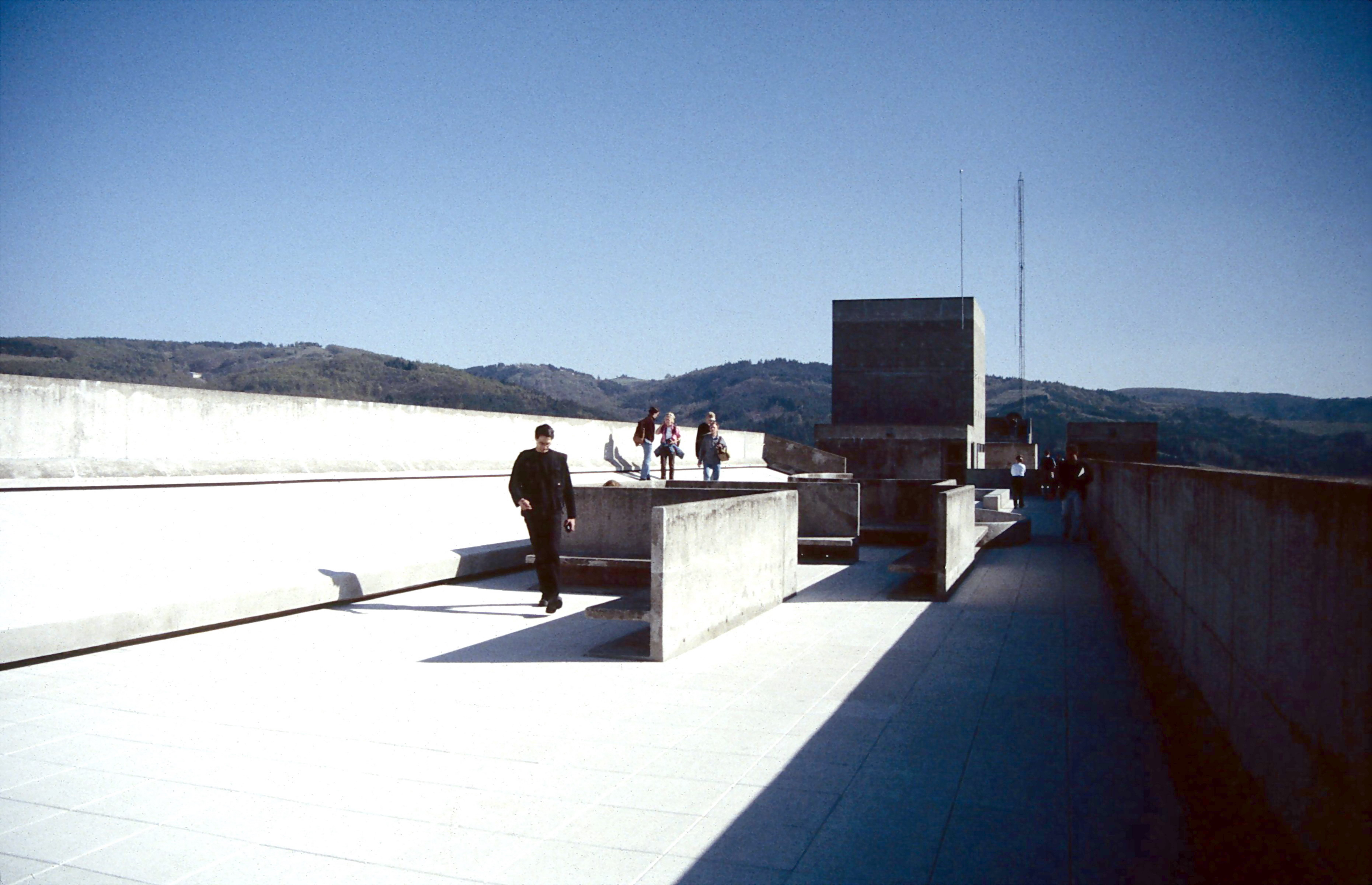
Le Corbusier zbudował w Firminy modernistyczny blok mieszkalny Unité d’habitation w 1967 r. Budynek został wyposażony w taras dachowy, a każdy pokój mieszkalny ma swoją loggię co wyróżnia ten budynek[1].
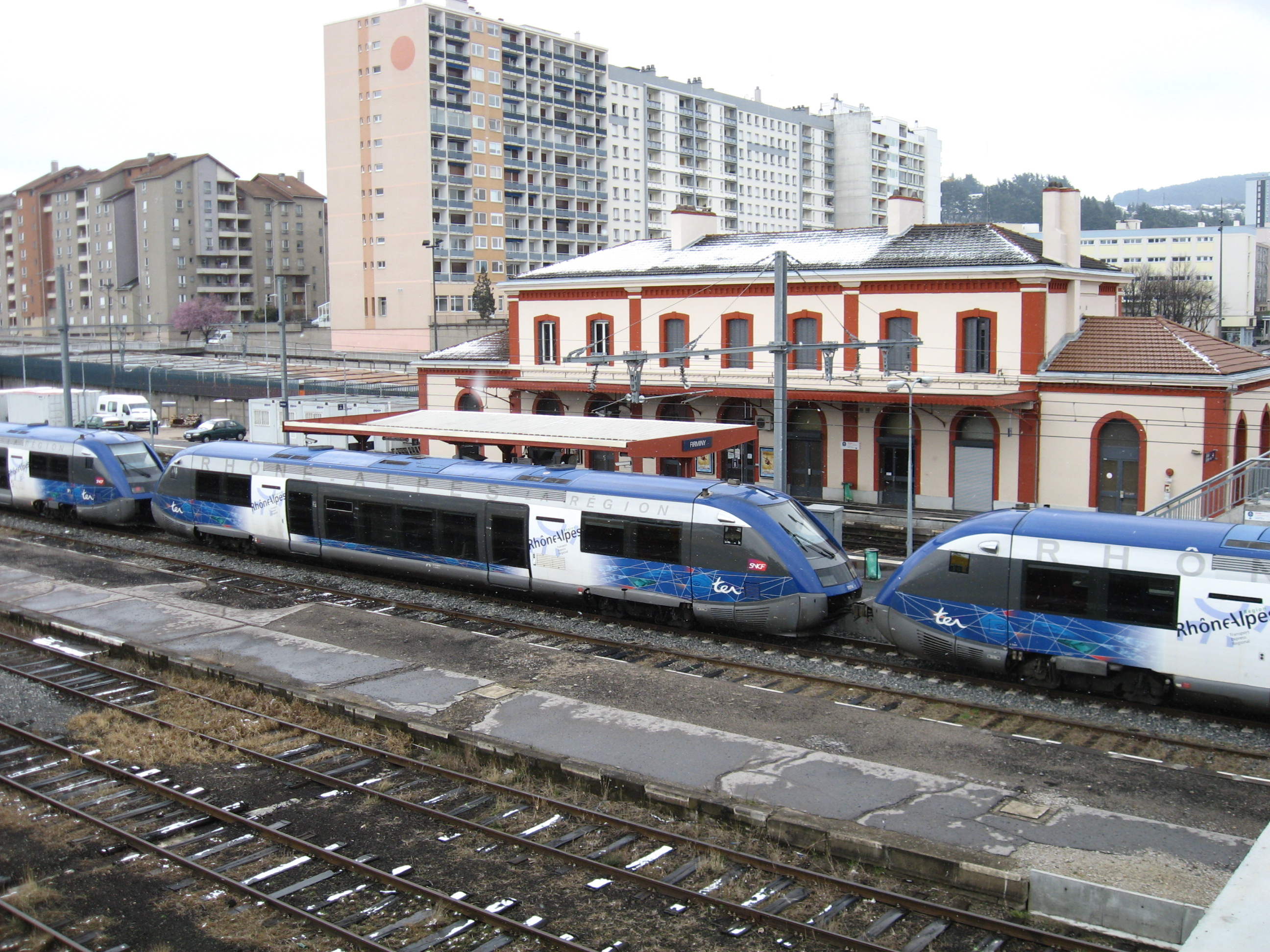
Dworzec kolejowy w Firminy
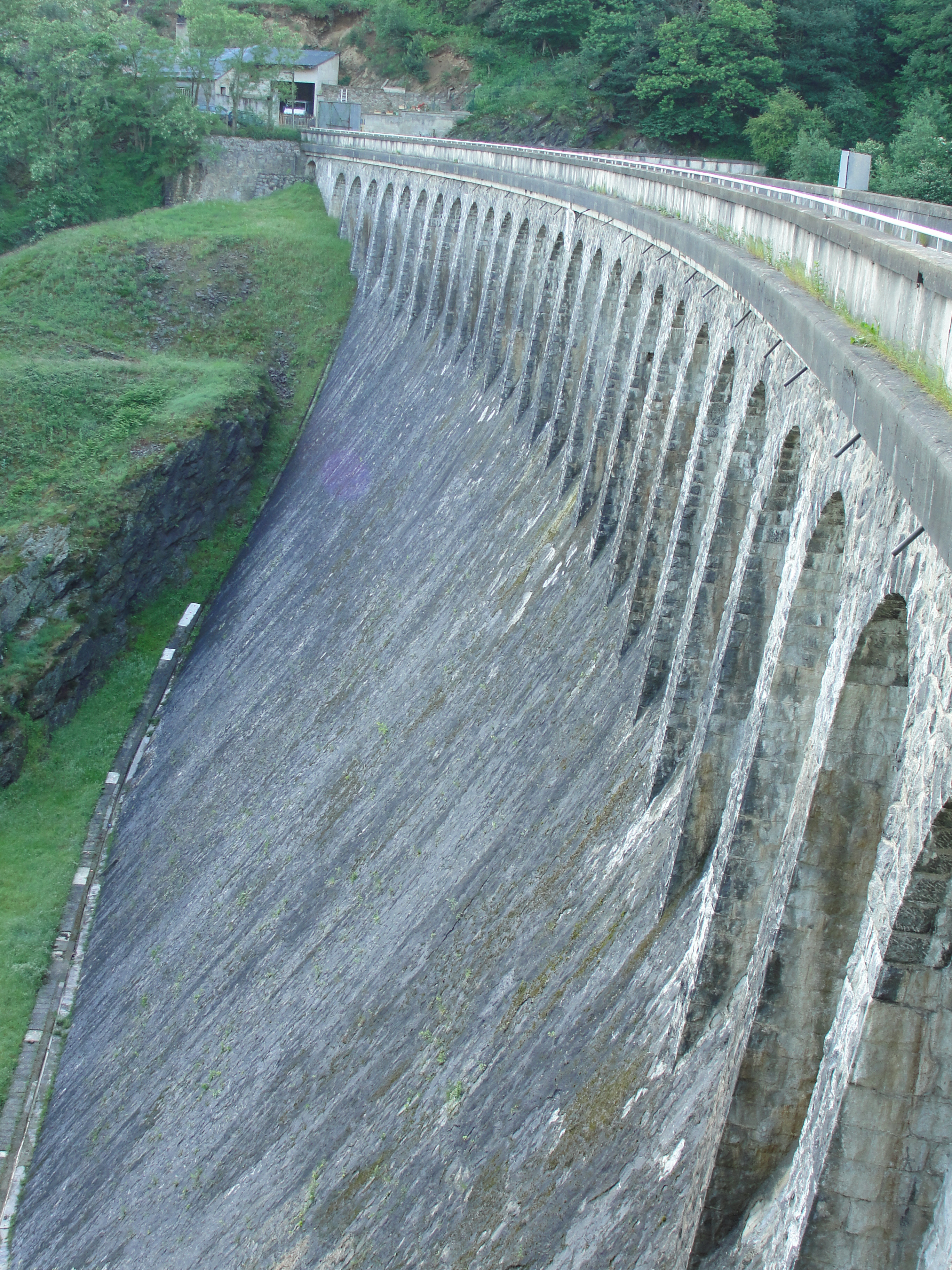
Zapora wodna w Firminy